# 伊藤博 (万葉学者)
伊藤 博（いとう はく、1925年〈大正14年〉7月1日 - 2003年〈平成15年〉10月6日）は、日本の文学者（万葉学者）。筑波大学名誉教授。伊藤益（筑波大学名誉教授）は息子。

## 来歴・人物
長野県上伊那郡高遠町（現伊那市）出身。1952年（昭和27年）京都大学文学部文学科卒業。斎藤茂吉の『萬葉秀歌』の影響により万葉集研究を志す。京都大学在学中、澤瀉久孝の下で『万葉集』などの上代文学を学ぶ。
専修大学助教授、筑波大学教授、共立女子大学学長等を歴任。その他には萬葉学会代表も務めた。
伊藤は、一首ごとに注釈を付けるという万葉研究の伝統的な研究手法に疑問を抱いており、万葉集は複数の歌からなる歌群によって構成され、全体で一つの物語となると考えていた。この観点で執筆された注釈書『萬葉集釈注』（集英社、全10巻・別巻3）は1995年（平成7年）に刊行された。これは、個人による全巻全首を対象とした注釈書としては、師の澤瀉久孝以来の業績となった。2000年（平成12年）に同著で第11回斎藤茂吉短歌文学賞を受賞した。
2003年（平成15年）、角川ソフィア文庫版『万葉集』の改訂作業の途上で没した。遺作となった『新版 万葉集 現代語訳付き』は2009年（平成21年）に刊行された。いくつかの新解釈がおこなわれ、死没による未筆部には『萬葉集釈注』に基づいた解説、口語訳が当てられた。

## 著書

### 単著
- 『萬葉集相聞の世界』塙書房〈塙選書〉、1959年。新版刊、2006年。
- 『古代和歌史研究』（全8巻）、塙書房、1974年 - 1992年。
- 『萬葉のあゆみ』塙書房〈塙新書〉、1983年。
- 『萬葉のいのち』塙書房〈塙新書〉、1983年。
- 『萬葉集全注 巻第1』有斐閣 、1983年。（全20巻、2006年完結）
- 『萬葉集全注 巻第18』有斐閣、1992年。（同上）
- 『愚者の賦 萬葉閑談』集英社、2000年。
- 『萬葉歌林』塙書房、2003年。

### 注解
- 『万葉集』角川文庫（上・下）1985。副題「新編国歌大観」準拠版
- 『萬葉集釈注』集英社（全20巻）1995-2000
- 『萬葉集釈注』集英社〈集英社文庫ヘリテージシリーズ〉（全10巻）2005
- 『万葉集 現代語訳付き』角川学芸出版〈角川ソフィア文庫〉（全4巻）2009。改訂版

### 共著・共編著
- 『万葉集講座〈別巻〉万葉集事典』中西進、橋本達雄、三谷栄一、渡瀬昌忠 共編、有精堂出版 1975、講談社文庫 1985
- 『新潮日本古典集成 万葉集』新潮社（全5巻）青木生子、井手至、清水克彦、橋本四郎と共校注 1976-84、新版2015
- 『万葉集物語 美と抒情の原郷をたどる』有斐閣ブックス 橋本達雄 共編 1977
- 『万葉集を学ぶ』第一～八集 有斐閣選書 稲岡耕二との共編 1977-78
- 『図説日本の古典2 万葉集』集英社 1978、新版1988
- 『天治本万葉集 冠纓神社蔵 重要文化財』佐藤恒雄共編 勉誠社 1983